# Agglutination (biologie)
Pour les articles homonymes, voir agglutination.
 (janvier 2023).
Si vous disposez d'ouvrages ou d'articles de référence ou si vous connaissez des sites web de qualité traitant du thème abordé ici, merci de compléter l'article en donnant les références utiles à sa vérifiabilité et en les liant à la section « Notes et références ».

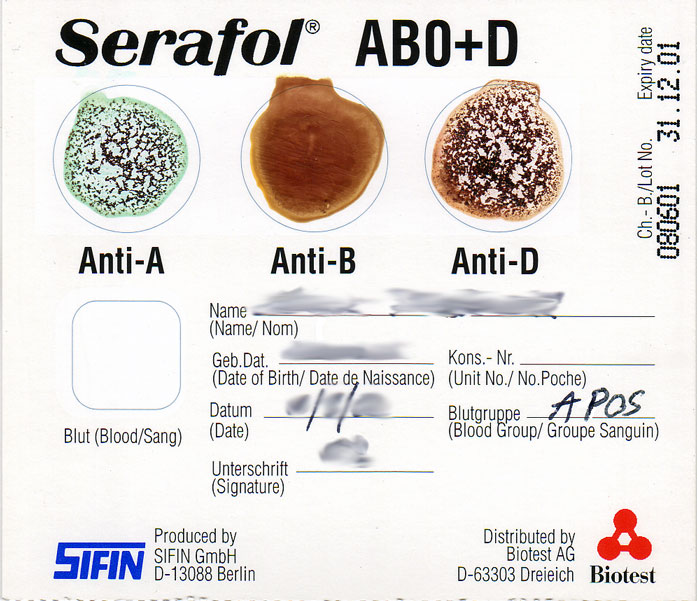
Agglutination du sang sur anti-A et anti-Rh(D): le sang testé est de groupe A+

L'agglutination est l'agrégation, c'est-à-dire la réunion en amas, de particules support d'un antigène sous l'action d'anticorps spécifiques. Ces particules (érythrocytes, germes, particules de latex...), portant l'antigène, se réunissent sous l'action de l'anticorps en amas visibles à l'œil nu.
C'est un mécanisme d'agglutination, l'hémagglutination, qui a permis de découvrir les groupes sanguins. En présence d'un anticorps ou d'une lectine, les érythrocytes au lieu de rester séparés dans le plasma sanguin, s'agrègent les uns aux autres et forment des agglutinats visibles à l'œil nu. C'est la technique de base de l'immuno-hématologie, pour la détermination des groupes sanguins et la recherche des anticorps irréguliers.
Deux théories rendent compte de ce mécanisme :
- la théorie des ponts, une immunoglobuline étant accrochée par ses deux sites anticorps à deux érythrocytes différents. Si cette théorie peut expliquer la précipitation de complexes immuns -précipitation en gel d'Ouchterlony ou de Mancini-, elle est très secondaire, voire discutable, pour expliquer à elle seule les mécanismes d'agglutination.
- la théorie du potentiel zêta. L'anticorps, protéine amphotère, fixé spécifiquement à la surface de l'érythrocyte, neutralise les charges électronégatives des radicaux carboxylates (COO−) et permet le rapprochement des érythrocytes qui s'agglutinent grâce aux forces de tension superficielle, de van der Waals.

Ce même mécanisme d'agglutination est utilisé pour typer certains micro-organismes à l'aide d'anticorps spécifiques.